# Hasenmühle (Breitbrunn)
Hasenmühle ist ein Gemeindeteil der Gemeinde Breitbrunn im unterfränkischen Landkreis Haßberge in Bayern.

## Geografie
Der Weiler liegt im südlichen Teil des Naturparks Haßberge an der Lauter. Die Staatsstraße 2281 von Kirchlauter nach Lauter führt an dem Ort vorbei.

## Geschichte
Der Ortsname bedeutet Mühle der Familie Has. Ursprünglich stand das alte Kottendorf, das Anfang des 15. Jahrhunderts einging, an der Stelle der heutigen Hasenmühle. 1556 befand sich dort wieder ein Mühlengebäude, das 1591 Gans Haas erwarb. 1557 bestand die Siedlung aus drei Häusern. Nach 1625 hatte sich der Name Hasenmühle durchgesetzt. Der Ort lag im Bereich des Bamberger Hochstifts und wurde vom bambergischen Amt Stufenberg verwaltet, gehörte aber zum Würzburger Hochgerichtssprengel Eltmann.
Nach der Säkularisation gehörte Hasenmühle zur Landgemeinde Lußberg. Die wurde 1862, dem Landgericht Baunach zugeordnet, in das neu geschaffene bayerische Bezirksamt Ebern eingegliedert. Die Landgemeinde bestand aus fünf Orten, neben dem Hauptort Lußberg und der 2,0 Kilometer entfernten Einöde Hasenmühle aus den beiden Einöden Doktorshof und Förstersgrund sowie dem Weiler Kottendorf.
Hasenmühle zählte im Jahr 1871 13 Einwohner, die überwiegend katholisch waren, und zur Pfarrei im 2,5 Kilometer entfernten Kirchlauter gehörten. Eine katholische Bekenntnisschule befand sich in Lußberg. 1900 hatte die 508,85 Hektar große Gemeinde 306 Einwohner, von denen 300 Katholiken waren, und 56 Wohngebäude. Hasenmühle zählte 17 Einwohner und 2 Wohngebäude. 1925 lebten in der damaligen Einöde 17 Personen, die alle katholisch waren, in 3 Wohngebäuden. 1950 wurde der Ort als Weiler bezeichnet und hatte 15 Einwohner und 3 Wohngebäude. Er gehörte zur evangelischen Pfarrei in Gleisenau. Im Jahr 1961 zählte Hasenmühle 17 Einwohner und 3 Wohngebäude. 1970 waren es 24 und 1987 18 Einwohner sowie 3 Wohngebäude mit 4 Wohnungen.
Am 1. Juli 1972 erfolgte im Rahmen der Gebietsreform in Bayern die Auflösung des Landkreises Ebern. Hasenmühle kam mit Lußberg zum Haßberg-Kreis. Am 1. Januar 1978 wurde Lußberg mit Hasenmühle nach Breitbrunn eingegliedert.

## Sehenswürdigkeiten

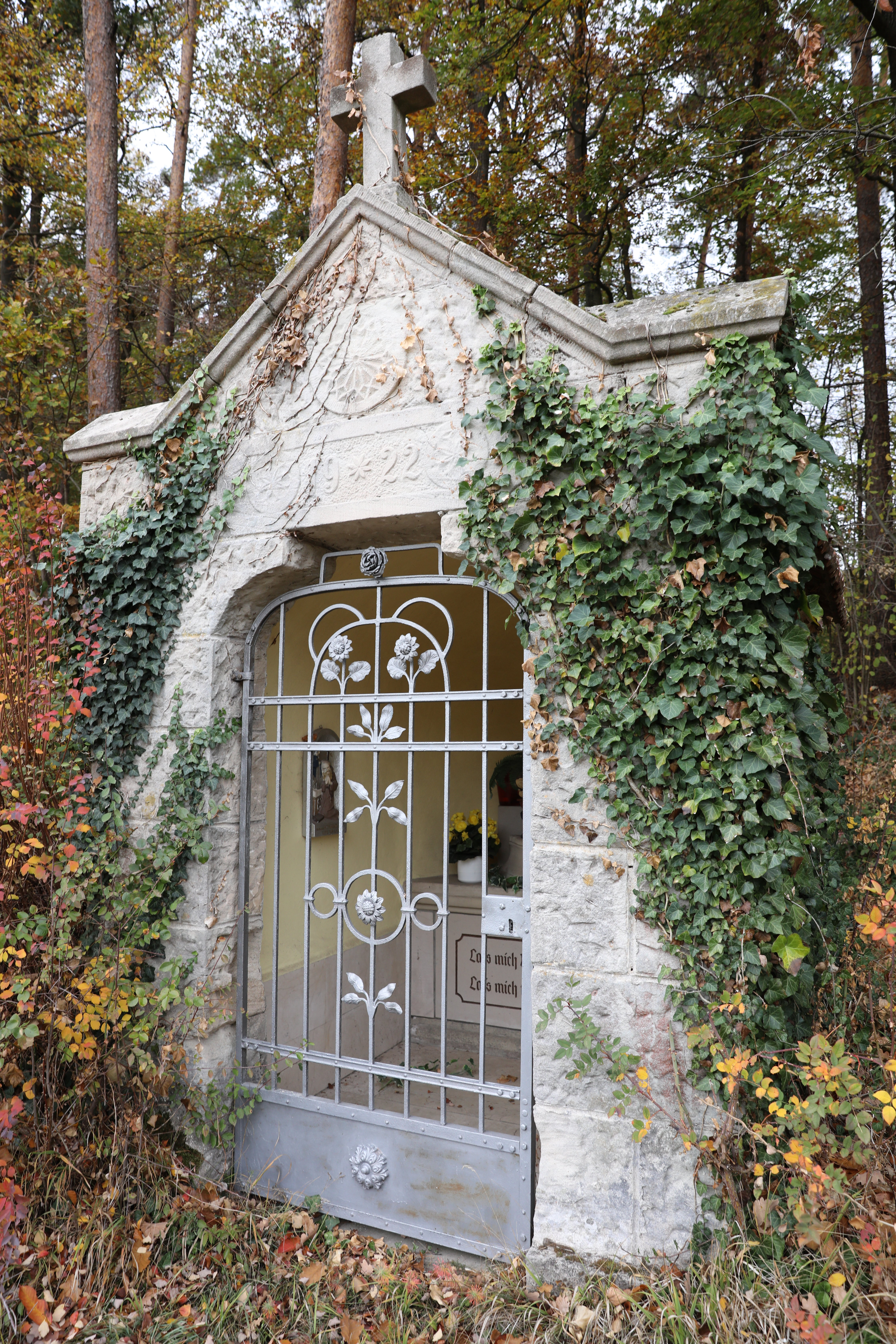
Wegkapelle

Westlich der Hasenmühle an der Staatsstraße steht eine Wegkapelle, die 1922 errichtet wurde. Der Überlieferung nach entstand das Vorgängerbauwerk durch die Familie Mahr aus Hasenmühle aus Dank für das Überleben eines Kindes nach einem Unfall. Auf einem Altarsockel mit der Inschrift „Laß mich Mutter mit dir weinen laß mich teilen deinen Schmerz“ steht eine kleine holzgeschnitzte Pietà, eine bäuerliche Arbeit aus dem 18. Jahrhundert.